# تروچس (نیومکزیکو)

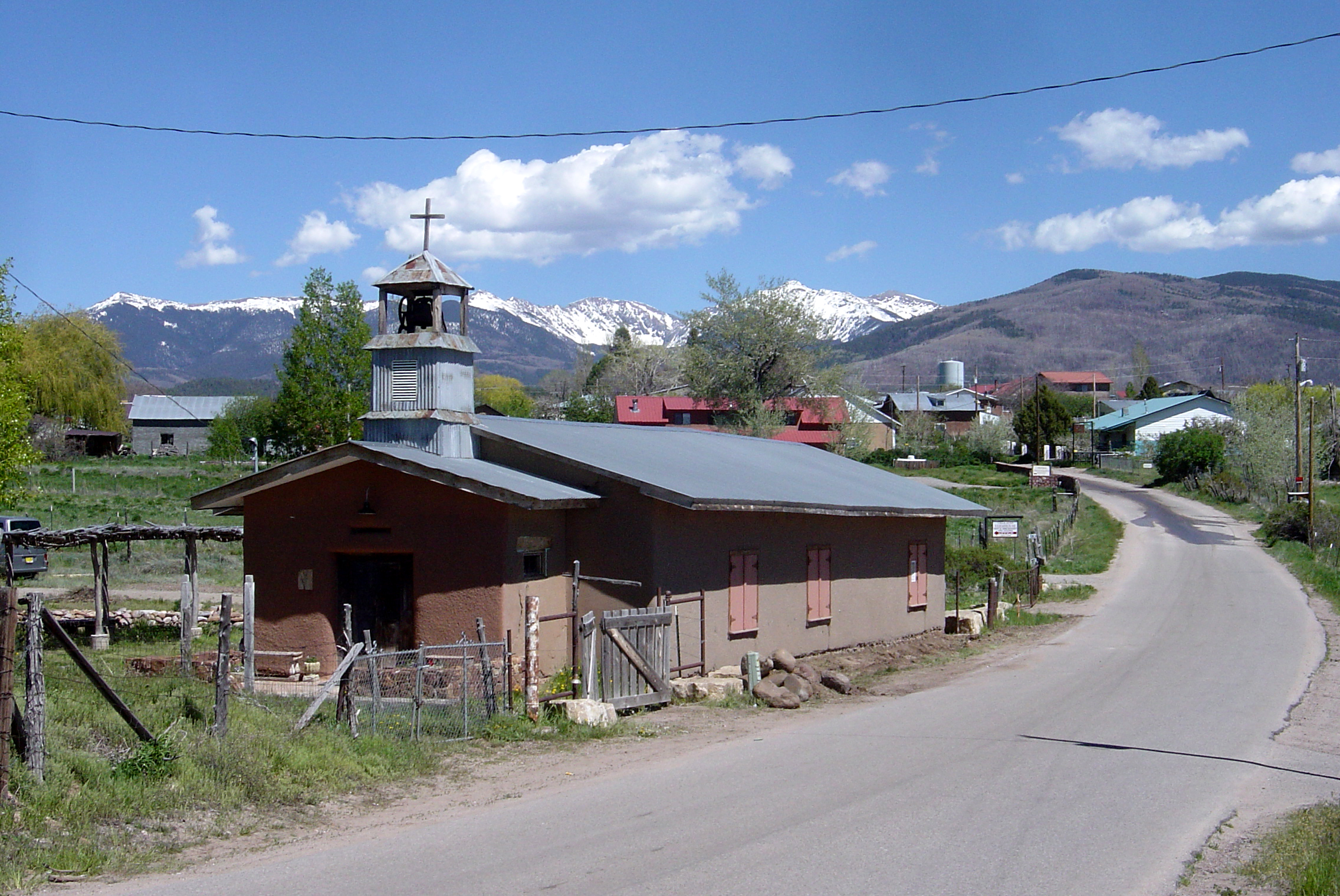
در زمینه منظره قله‌های تروچس قرار دارد

تروچس، نیومکزیکو (انگلیسی: Truchas, New Mexico)اجتماعی است که به لحاظ قانونی در محدود ثبت شده قرار ندارد و در شهرستان ریو آریبا، نیومکزیکو، در ایالات متحده قرار دارد. واقع در شاهراه بالایی تائوس، و بین سانتا فا در جنوب و تائوس رو به شمال قرار دارد
تروچس دارای کد پستی ۸۷۵۷۸ است. ناحیه تطبیق کد پستی ۸۷۵۷۸ می‌باشد و در نزدیک آن روستای کوردوا در، نیومکزیکو قرار دارد، در سرشماری ۲۰۰۰ بیش از ۱۲۰۵ نفر جمعیت داشت.